# Exocentrus apicerufa
Exocentrus apicerufa là một loài bọ cánh cứng trong họ Cerambycidae.